# Slovanka
Slovanka (Duits: Seibthübel) is een berg in het Tsjechische deel van het IJzergebergte. De berg ligt nabij de plaats Hrabětice in het okres Jablonec nad Nisou. De top van de berg ligt op 820 meter boven de zeespiegel tussen de andere bergen Královka (Köningshöhe) en Bramberk.
Op de top van de berg staat een uitzichttoren uit 1887, deze werd op 5 juli 2000 naar een 550.000 Kč kostende renovatie heropend. Naast deze uitzichttoren staat een berghut.